# 利维亚
利维亚（西班牙語：Llivia，發音：[ˈʎiβja]，發音：[ˈʎiβiə]）是西班牙加泰罗尼亚赫罗纳省的一个市镇，全境被法國东比利牛斯省完全包圍，距離西班牙本土約1.7公里的飛地。总面积13平方公里，总人口1006人（2001年），人口密度77人/平方公里。

## 历史
铁器时代的利维亚是伊比利亚奥皮杜姆的所在地，后来被罗马人占领。在古典时代，此地是塞尔达尼亚的古都。公元672年，反叛者纳博尼的保罗占领这里，作为对抗西哥特国王万巴的基地。公元732年穆斯林西班牙将领阿卜杜勒·拉赫曼率军在此地镇压叛变的柏柏尔人首领穆努扎（乌特曼·伊本·纳伊萨），穆努扎当时与阿基坦公爵伟大的奥多联手。这场战役被称为普瓦捷战役，并视为图尔战役的前奏。
1659年，西班牙与法国签订《比利牛斯条约》，将鲁西永、孔夫朗、卡普西尔、瓦莱斯皮尔和上塞尔达尼亚地区割让给法兰西王室。虽然利维亚位于该区域内，但条约规定西班牙只割让乡村给法国，作为城镇（vila）的利维亚不在其内，更何况它曾是塞尔达尼亚的古都。翌年签订的《利维亚条约》确认利维亚仍归属西班牙。
1939年初西班牙内战中西班牙共和国政府节节败退，当时的法国政府在如何处理利维亚这块飞地的问题上面陷入艰难境地。如果法国能够阻止佛朗哥的国民军进入此地，那么这块领土很可能成为西班牙第二共和国最后一块自由领土，因为它完全处于法国的包围之中，但是法国最终还是决定在2月2日承认佛朗哥政权。即便法国能阻止西班牙国民军接管利维亚，但此地也不可能在二战纳粹德国的侵略中幸存。在弗朗哥统治时期，当地的居民想要跨过法国领土进入西班牙本土其他地方需要特别通行证。而现在，伴随着申根协议的签订，因此不存在任何边境管制。
从西班牙本土可以通过一条1.8公里道路直达利维亚，在申根协议签订之前，这条道路被视为利维亚条约规定的“中立道路”，法国人可以不受限制地从道路的一侧前往另一侧而西班牙人则可以从普奇塞达沿着这条道路抵达利维亚。这条道路也被视为法国跟西班牙的共同财产，同时被视为自己国家公路的一部分。不过法国当局曾经在这条道路上面设置了停车标志，但很快就被反对的居民给拆除了，被称为“停车标志战争（La guerra dels Stops）”。
2017年加泰罗尼亚地区公投宣布独立的时候，利维亚当地也有居民投票支持独立，虽然这个公投被西班牙宪法法院视为非法，但是西班牙警察并没有进入利维亚，可能是因为此地处于法国境内的关系。

## 地理
利维亚位于比利牛斯山中的塞尔达尼亚山谷中，海拔1223米，它四周都是法国的市镇。南面是马达姆堡和圣莱奥卡迪，西面是于尔和昂古斯特里讷-埃斯卡尔德新城，北面是塔尔加索讷，东面是埃斯塔瓦和萨亚古斯。

## 文化
当地有一个埃斯特韦药房（Farmàcia Esteve），位于翻新过的市镇博物馆中，完整展现了18世纪药房的形态。原本属于私人家庭，但以将展品保留在镇上的条件捐赠给了市镇。从中世纪以来，当地一直有药剂师执业的记录。药房内有一个非常大的展柜，陈列了各种用于储藏药品的陶瓷罐子，并保留了欧洲一些重要的处方书籍。

## 教育
当地的教育中心是若梅一世学校（Escola Jaume I），建于20世纪50年代。截至2016年，一个新的教育中心正在建设中，一层500平方米，二层250平方米。